# Mirage (Transformers)
Mirage (così chiamato negli Stati Uniti, Ligier in Giappone, Mistero in Italia) è uno dei principali membri della fazione degli Autobots di Cybertron fin dalla prima serie animata degli anni '80, conosciuta come Transformers (G1).

## Animazione

### Transformers Generation 1

#### Transformers (serie animata) (1984-1987)
Nella serie animata dei primi anni ’80 faceva parte del primo gruppo di Autobots precipitati sulla Terra e risvegliatisi nel 1984 e si trasformava in una Ligier JS11, monoposto di Formula 1, dai classici colori azzurro e bianco con lo sponsor della Gitanes.
Prima che scoppiasse la guerra tra Autobots e Decepticons, era un membro appartenente all’alta società cybertroniana, colto ed erudito, che non amava la violenza. All'inizio del conflitto, la sua scelta di schierarsi dalla parte dei buoni era stata, suo malgrado, solo una necessità del momento, poiché disprezzava la guerra. Durante le battaglie e nel corso delle missioni si muoveva con estrema circospezione, quasi furtivo, prediligendo l’effetto sorpresa. Era dotato di tecnologie di occultamento grazie alle quali poteva diventare invisibile ed era in grado di proiettare ologrammi tridimensionali, creando illusioni e diversivi contro il nemico. Grazie alle sue abilità speciali, i suoi interventi erano determinanti ai fini della buona riuscita di un piano, dimostrandosi decisivo e risolutivo in molte occasioni.
Tuttavia, il suo carattere introverso e il suo modo di agire nell’ombra, sempre circondato da un alone di "mistero", rendevano a dir poco sospettosi i suoi compagni Autobots, soprattutto Cliffjumper, che lo considerava un simpatizzante dei Decepticons se non addirittura un traditore, fatto risultato poi non vero; la sua lealtà verso i compagni, infatti, non era in discussione.

#### Lungometraggio "The Transformers: The Movie" (1986)
Nel lungometraggio “The Transformers: The Movie” del 1986 poi, durante la battaglia iniziale ad Autobot City nel 2005, un’insolita scena mostrava Mirage venire colpito da un colpo di cannone blaster sparato da Megatron, rimanendone probabilmente ucciso.

#### Transformers: The Headmasters (1987-1988)
Nella serie “Transformers: The Headmasters”, a causa della diversa produzione giapponese, qualche tempo dopo, nel 2011, Mirage redivivo, assieme ai suoi compagni Autobots, partecipava alla battaglia iniziale contro i Decepticons nella quale moriva ancora una seconda volta Optimus Prime.
Si vedano in dettaglio le voci: Personaggi di Transformers (G1).

## Cinema
Compare inizialmente nel terzo film della saga cinematografica, Transformers 3 - Il lato oscuro della Luna (Transformers: Dark of the Moon) del 2011, dove si trasforma in una Ferrari 458 Italia rossa fiammante. La sua parlata è caratterizzata da un notevole accento italiano, dovuto al fatto di essere doppiato dall'attore italo-americano Francesco Quinn, scomparso proprio poco dopo l'uscita del terzo film. Il suo nome doveva essere Mirage, come nella serie animata ma, su richiesta dell'azienda automobilistica italiana Ferrari è stato cambiato in Dino, in omaggio a Dino Ferrari. Possiede dispositivi di occultamento che gli permettono di diventare invisibile, in maniera simile al cartone animato; per il suo aspetto e il suo stile di combattimento ricorda un ninja. Prende parte alla battaglia finale di Chicago, sopravvivendo.
Nel quarto film Transformers 4 - L'era dell'estinzione (Transformers: Age of Extinction) del 2014, cinque anni dopo la battaglia di Chicago, il nome di Dino non figura nella lista della taskforce "Vento di Cimitero" della CIA, lasciando intendere che, in quanto sopravvissuto, sia ancora in circolazione.
Appare inoltre brevemente, nel suo aspetto originale, nel film prequel/spin-off Bumblebee del 2018, diretto da Travis Knight, durante la battaglia iniziale su Cybertron, dove è costretto ad abbandonare il pianeta assieme ai suoi compagni.
Mirage compare ancora nel film Transformers - Il risveglio (Transformers: Rise of the Beasts) del 2023, diretto da Steven Caple Jr., dove è uno dei principali Autobots al comando di Optimus Prime che continuano a nascondersi tra gli umani celandosi alla loro vista sotto forma di veicoli. Viene doppiato nella versione originale in inglese da Pete Davidson e in quella in italiano da Stefano Crescentini. Nel 1994 a Brooklyn, quartiere di New York, si nasconde assumendo le sembianze di una costosa e rara Porsche 911 Carrera RS 3.8 (Porsche 964) di colore grigio metallizzato con fascia longitudinale blu elettrico, fino a quando incontra accidentalmente l’ex esperto di elettronica militare Noah Diaz, che stava tentando di rubarlo (ignorando che fosse un Autobot) poiché alla disperata ricerca di denaro per curare il fratello minore Kris affetto da una grave malattia, l'anemia falciforme. Tra i due nasce un rapporto dapprima di collaborazione e poi di profonda amicizia. In seguito Mirage si reca assieme ai suoi compagni Autobots a Machu Picchu in Perù, dove è di istanza Wheeljack, portandosi pure dietro il corpo danneggiato di Bumblebee, per incontrare e coadiuvare i Maximals, con l'obiettivo comune di recuperare la Chiave di Transcurvatura e fermare il dio della distruzione Unicron, il suo secondo Scourge e i loro emissari Terrorcon e Predacon. Nella battaglia finale viene gravemente danneggiato da Scourge ma, modifica se stesso in un esoscheletro indossabile da Noah, tramite il quale i due possono continuare a combattere insieme. Dopo la vittoria e il loro ritorno a New York, al termine del film Mirage viene poi abilmente riparato e modificato da Noah.
Si veda anche la voce Mirage (Dino) in: Personaggi di Transformers (serie di film).

## Giocattoli
Di questo particolare personaggio sono stati realizzati numerosi giocattoli e svariate riproduzioni per il mercato dei collezionisti. Curiosamente però, per i modellini del robot trasformabile nella Ligier di Formula 1, per questioni di diritti non concessi da parte della casa produttrice di tabacchi, la scritta dello sponsor sulla carrozzeria figurava storpiata in “Citanes”.